# 北山原殉教遺跡

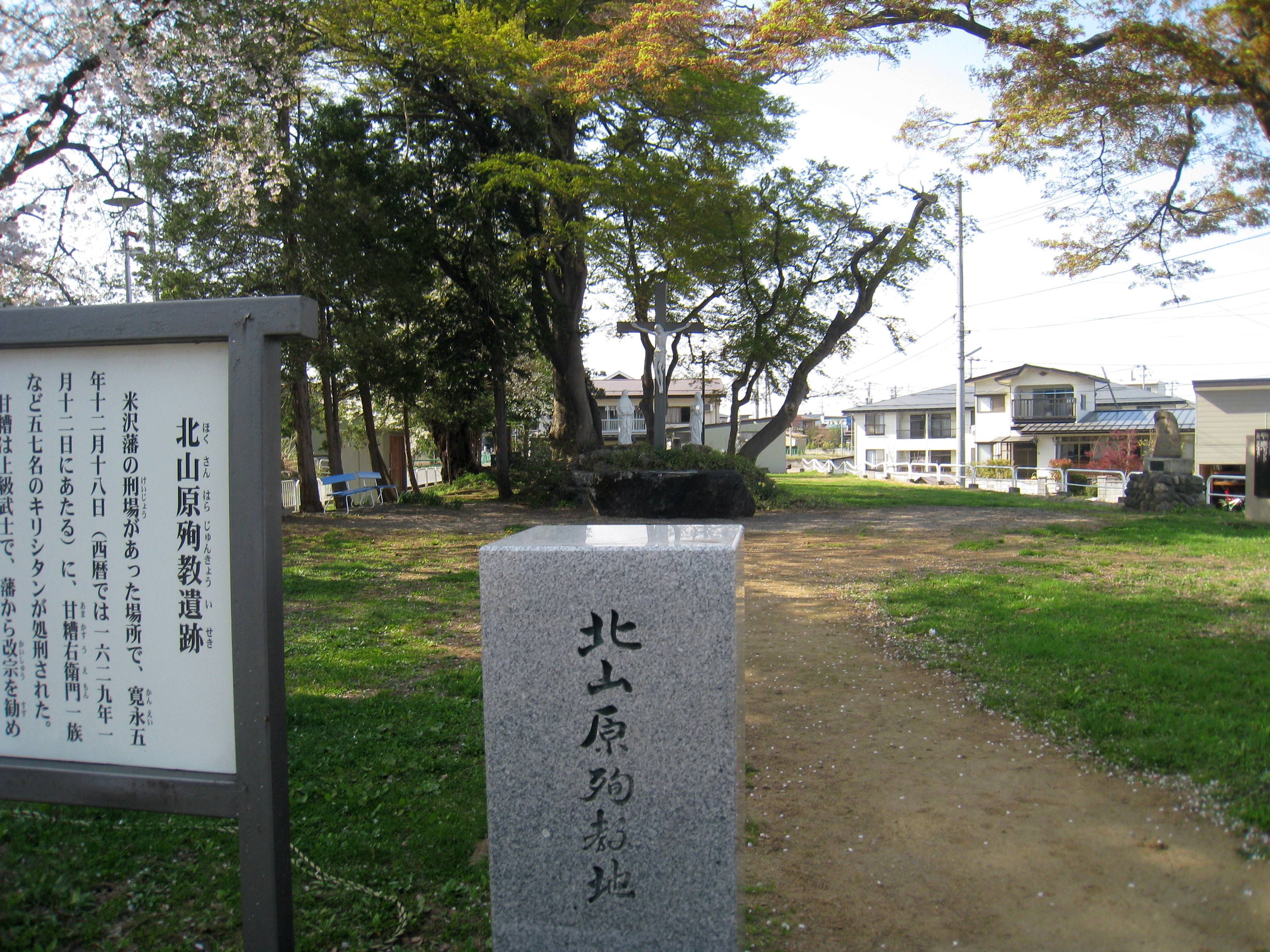
北山原殉教遺跡（2011年5月）

北山原殉教遺跡（ほくさんばらじゅんきょういせき）は、山形県米沢市の史跡。寛永5年12月18日（1629年1月12日）に行われたキリシタン処刑の刑場跡である。所在地は山形県米沢市金池6丁目3。処刑者のうち53名は、平成20年（2008年）に「ペトロ岐部と187殉教者」としてローマ教皇庁より列福された。

## 概要

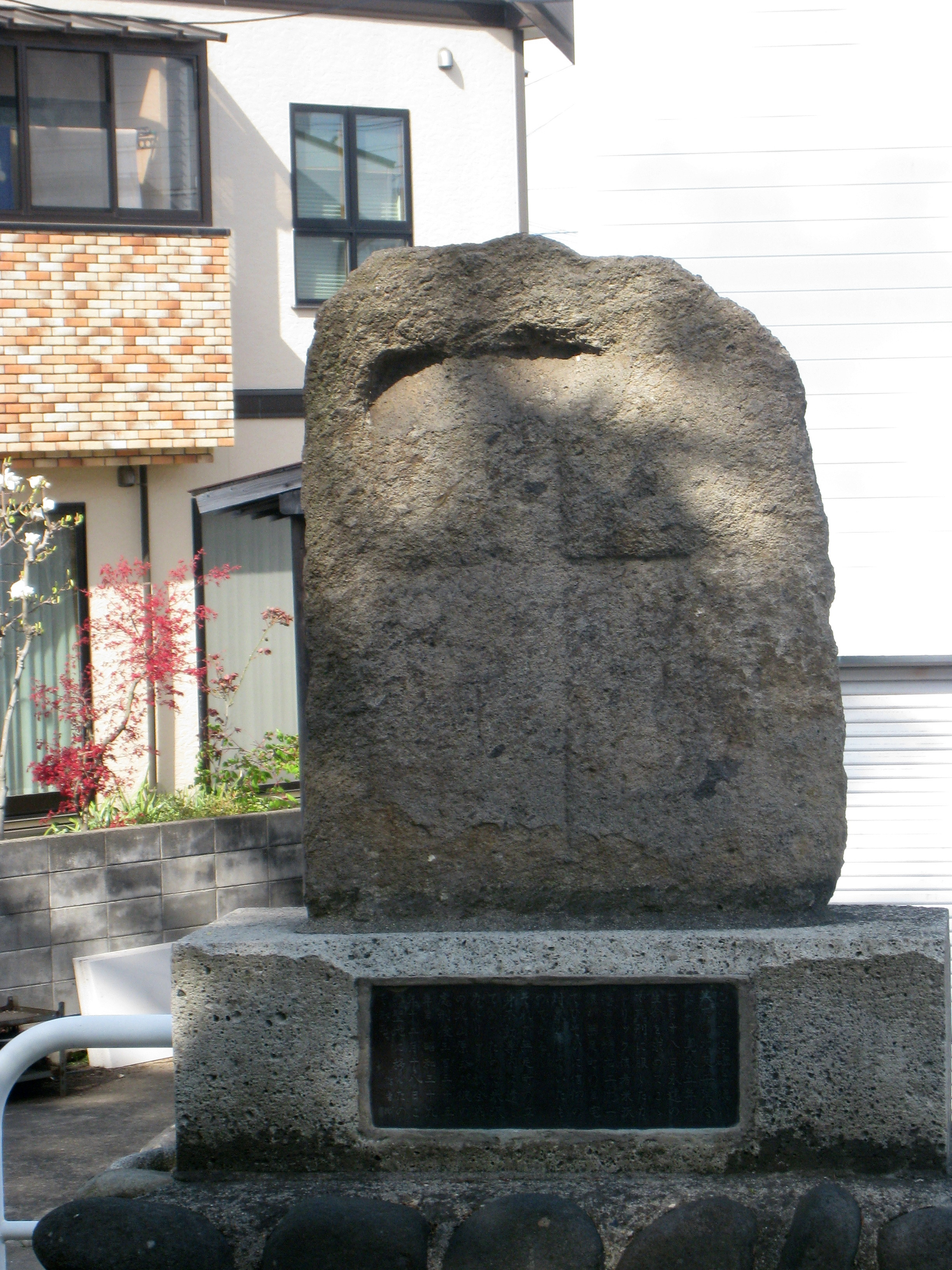
無足町立見不動堂より発見された十字石

慶長の禁教令（1612年）以来、諸藩にキリスト教禁教が通達され、東北諸藩も元和6年（1620年）の陸奥仙台藩をはじめとして取り締まりを強化した。出羽米沢藩主・上杉景勝は宗教に寛容な政策をとったことから近隣の信者が流れ込み、最大1万人ものキリシタンが存在したという説もある。禁教令をせまる幕府に対しては「当領内には切支丹は一人もござなく候」と答えたという。
戦国時代を生き抜いた上杉景勝の時代はともかく、子の上杉定勝が跡を継いでからは、幕府の支配も安定した時代に入り、圧力に逆らうことは難しい状況になった。また、東北諸藩弾圧開始から数年間での流入キリシタン急増を幕府も見逃せなかった。
殉教したリーダー格のルイス（ルドビゴ）甘粕右衛門信綱は、
甘糟（甘粕）景継（清長）の次男といわれるが、既に2人の息子は米沢藩侍組として在籍をしており、本件の後も減封の処分等がない事から、誤りの可能性が高い、一方で、甘粕丹後守重政の家系が、その子、重成が忍重（のぶしげ）と改名して家督を継ぐ際に1,100石（2人分だと1,300石)から500石という大幅な減封をされている事、又、重政の父甘粕近江守景持（長重）の妻が黒金上野介景信の妹、重政自身も黒金上野介景信の弟安芸守尚信の娘を妻としており黒金家との縁戚関係にあったことからも、甘粕丹後守重政の長男である可能性が高い（信綱の次男は黒金家に養子に入っている）。加えて、「侍組禄席掌故」（『上杉文書』）寛永3年（1626年）11月の記録に信綱の名前が認められない、甘粕景継の子供達は、寛永元年（1624年）に復帰が許されたが、長男と三男の名前が「侍組禄席掌故」に認められ、次男と言われる信綱の名前が認められないのはおかしく、明らかに誤りである（寛永3年の記録は、寛永5年の殉教前であり記録を抹消される理由も又、抹消された形跡もない）。従って、当時、在勤中であった、甘粕丹後守重政の嫡子として禄を相続するので父の在勤中に禄はなく、「侍組禄席掌故」に信綱の名前を認められないのは当然と言える。
無足町の甘粕景継系列の甘粕藤右衛門屋敷付近にある立見不動堂から十字架の入った石が発見された為に話を混乱させたと思われる。
事実、本当に甘粕景継の次男ならば、兄弟の筈の吉継・長継に減封等の処罰の形跡が無いのは説明がつかない。
ルイス甘粕右衛門信綱は、2人の息子（ミゲル太右衛門とヴィセンテ黒金市兵衛）と、パウロ西堀式部らと共に指導的立場にあった。米沢のキリシタン信徒組織は「聖母の組」と「御聖体の組」の二つがあり、信綱が総指導者であった。信者の主だった者は、城下と、糠山（米沢市南原）の下級武士、新洞ヶ台（米沢市下花沢）の小姓組などである。
藩重臣の廣居忠佳は幕府禁令に背くことを恐れ、藩主・上杉定勝に取り締まりを進言した。同じく藩重臣で信綱と親しい志駄（志田）修理は、定勝に「全ての信者を殺すならば三千人以上の家臣を殺さねばならない」と訴え、十戒条文の倫理性を説明して、キリシタンの助命を図ったという。なお、修理自身はキリシタンではなかった。
以後も藩命としてそれぞれに棄教を迫ったが、承知する者はいなかった。
寛永5年12月17日、修理より信綱へ死刑の決定が知らされたが、修理の計らい通達の使者は信綱の友人であった。米沢でのキリシタン処刑で特筆されるのは、藩命を拒否した段階で罪人となっていた全員が投獄されず敬意を持って扱われ、自宅で刑の決定を待ち、役人に導かれて自ら刑場に赴いたことである。こうして、藩の刑場があった北山原（ほくさんばら）で処刑が行われた。執行の役人は見物人らに「ここで死ぬ者たちは信心のためだけで殺される身分の高い者であるから皆平伏するように」と言ったという。また、処刑者には女性、幼児も含まれているが、同じく殉教することを望んで刑場に押しかけた信者の少年たちを、名簿にないからと何度も追い返している。糠山の者は男性は北山原で、妻子は糠山で7人が処刑され、花沢でも3人が処刑されている。
事後、会津若松に潜伏していたポーロ神父（ジョアン・バプチスタ・ポルロ）が現地を訪れ、ローマに報告書を送った。米沢での布教活動や信仰状況、藩の政情などを32頁にまとめ、写しと合わせて3通を送り、2通が到着し現存している。この年に米沢で処刑されたキリシタンは57名であるが、ポーロ神父報告書に載せられた53名が後に列福された。
なお、ルイス甘粕右衛門信綱らの処刑後の寛永11年（1635年）、定勝の母方の従弟にあたる山浦光則が京都での禁教から米沢に逃れ、藩主親族ということもあり保護された（ルイス甘粕右衛門信綱らの処刑後も米沢でのキリシタン信仰は根絶されず数十年続いた）。しかし光則も、上杉定勝の子である上杉綱勝が跡を継ぐと幕府の厳命に逆らえず、承応2年12月（1654年1月）に処刑された。光則は日本の公卿出身者で唯一のキリシタン殉教者である。

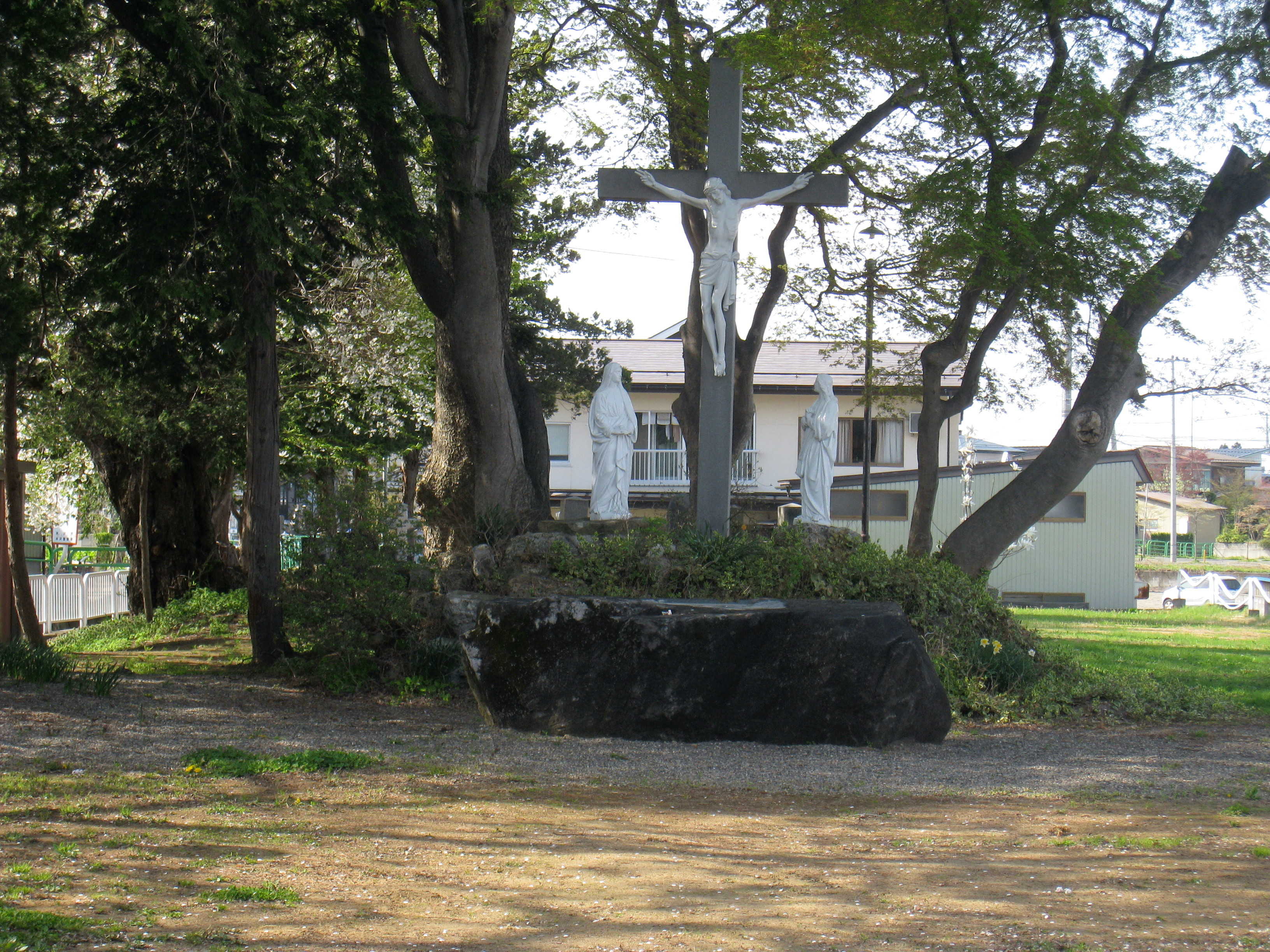
北山原の十字架像

後に藩の刑場は米沢南部の南原に移り、キリシタン処刑も刑場跡も忘れ去られた。
昭和3年（1928年）、カトリック米沢教会に赴任したシュインテック神父は、300年前のキリシタン処刑を知り、バチカンに残るポーロ神父の報告書を基に調査を行った。その結果、市街北郊に供養の六地蔵石塔が建つ土地があり、ここがかつての刑場跡と確認された。翌年の昭和4年（1929年）年には市民有志により、刑場の跡地が整備され十字架が建てられた。この話に感動したドイツの信者からキリスト像、聖母マリア像、聖ヨハネ像が贈られ、現在の姿となった。十字架像前の巨石は、列福記念式典での祭壇として近年に据え置かれたものである。

## 交通

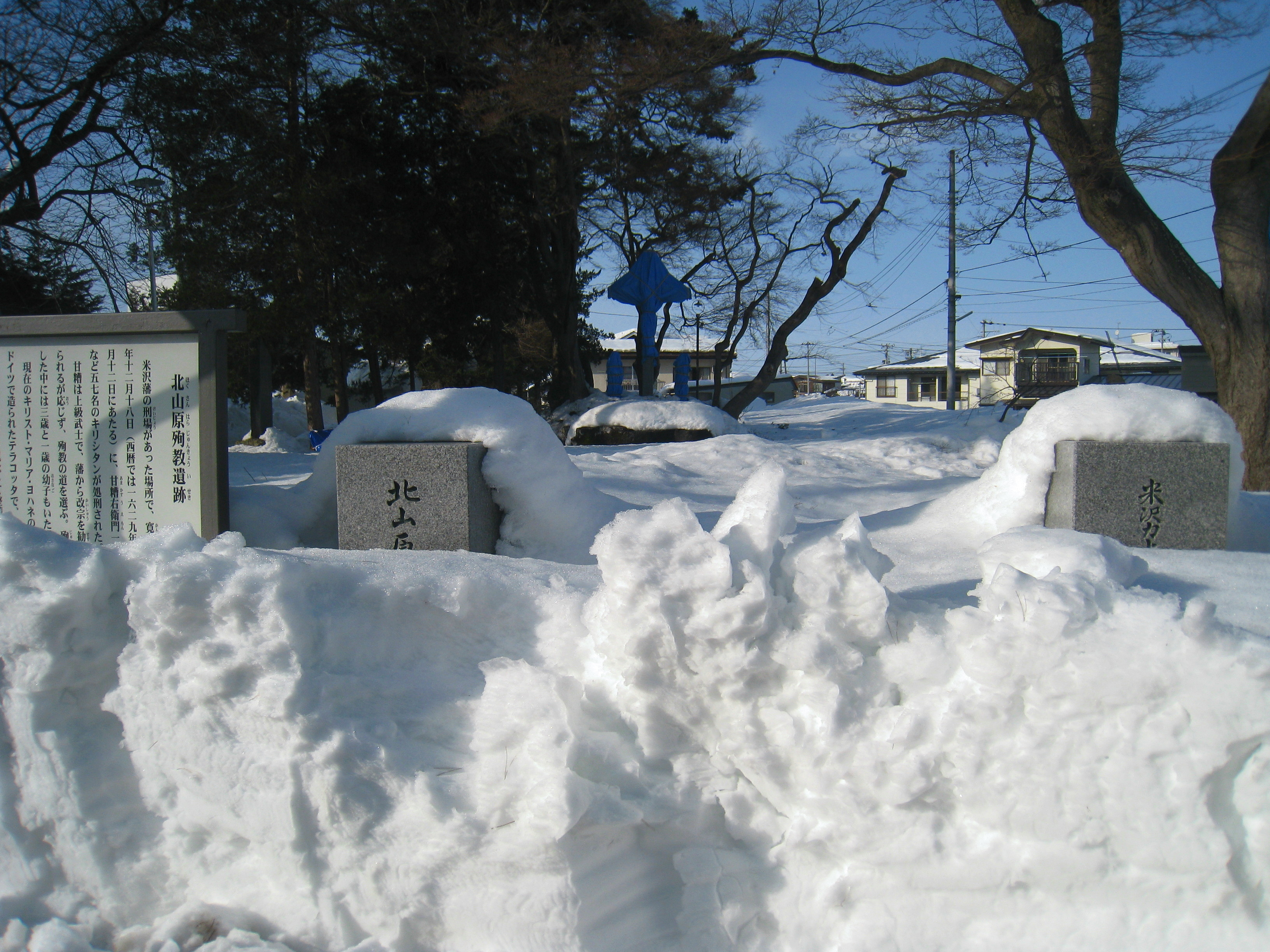
冬の北山原

- JR米沢駅から、徒歩40分、タクシーで10分。駐車場はない。

カトリック米沢教会が管理しており、隣接地は同教会の墓地である。冬季は積雪で立ち入りできない。